# الرابطة التونسية الثالثة لكرة القدم
الرابطة التونسية المحترفة الثالثة لكرة القدم، هي مسابقة الدرجة الثالثة لأكابر كرة القدم في تونس بعد الرابطة التونسية المحترفة الأولى والثانية. وهي مقسمة إلى مجموعتين الشمال والجنوب.

## السجل

### مجموعة موحدة
- 2001 : المستقبل الرياضي بالقصرين
- 2004 : مكارم المهدية

### مجموعة الشمال
- 2005 : جمعية مقرين الرياضية
- 2006 : أولمبيك الكاف
- 2007 : الملعب الأفريقي بمنزل بورقيبة
- 2008 : ستير الرياضية بجرزونة
- 2009 : الأهلي الماطري
- 2010 : النادي الأولمبي للنقل
- 2011 : الملعب النابلي
- 2012 : سبورتينغ بن عروس
- 2013 : الجمعية الرياضية بأريانة
- 2014 : المستقبل الرياضي بوادي الليل
- 2015 : ستير الرياضية بجرزونة
- 2016 : الملعب الأفريقي بمنزل بورقيبة
- 2017 : ستير الرياضية بجرزونة

### مجموعة الجنوب
- 2005 : الملعب الرياضي الصفاقسي
- 2006 : الأمل الرياضي بجربة
- 2007 : الهلال الرياضي بمساكن
- 2008 : الاتحاد الرياضي ببن ڨردان
- 2009 : جريدة توزر المستقبل
- 2010 : سبورتينغ المكنين
- 2011 : النادي الرياضي الهلالي
- 2012 : النجم الرياضي بالمتلوي
- 2013 : الملعب الرياضي الصفاقسي
- 2014 : مكارم المهدية
- 2015 : الاتحاد الرياضي بتطاوين
- 2016 : النادي الأولمبي بمدنين
- 2017 : نادي المحيط القرقني

### مجموعة الوسط
- 2013 : نادي كرة القدم بالحمامات
- 2014 : الاتحاد الرياضي بسبيطلة
- 2015 : الاتحاد الرياضي بسليانة
- 2016 : الملعب النابلي
- 2017 : الهلال الرياضي الشابي

### مجموعة الوطن القبلي
- 2017 : المستقبل الرياضي بسليمان

### نظام الأربعة مجموعات
- 2022 : سبورتينغ المكنين

## وصلات خارجية
- الموقع الرسمي للجامعة التونسية لكرة القدم